# Tom Bosley
Thomas Edward „Tom“ Bosley (* 1. Oktober 1927 in Chicago, Illinois; † 19. Oktober 2010 in Palm Springs, Kalifornien) war ein US-amerikanischer Schauspieler.

## Leben
Nach dem Zweiten Weltkrieg, in dem Bosley in der United States Navy diente, besuchte er ab 1947 die DePaul University in Chicago. Zur gleichen Zeit gab er im Musical Our Town sein Bühnendebüt mit der Theatergruppe Canterbury Players am Fine Arts Theatre. Danach entschloss er sich, die Bühnenlaufbahn einzuschlagen. Weitere Theaterstationen waren das Woodstock Opera House in Woodstock (Illinois), wo er 1949 und 1950 neben Paul Newman auftrat.
Seinen künstlerischen Durchbruch erzielte Bosley 1959 in der Rolle des New Yorker Bürgermeisters Fiorello LaGuardia, die er viele Jahre lang am New Yorker Broadway im Musical Fiorello! spielte und für die er mit dem renommierten Tony Award ausgezeichnet wurde. Daneben fand er auch in Film- und Fernsehproduktionen ein umfangreiches Betätigungsfeld, in denen er hauptsächlich komödiantische Rollen verkörperte. So spielte er neben Paul Newman in Der Etappenheld und an der Seite von Lucille Ball in Deine, meine, unsere.
Internationale Bekanntheit erreichte er aber vor allem durch seine Hauptrollen in US-Fernsehserien. In der langlebigen Sitcom Happy Days verkörperte er den gemütlichen und hilfsbereiten Vater der Hauptfigur Richie Cunningham (gespielt von Ron Howard). In der Krimiserie Mord ist ihr Hobby war Bosley der unbeholfene Sheriff Amos Tupper, sodass an seiner Stelle die mit ihm befreundete Schriftstellerin Jessica Fletcher (Angela Lansbury) immer die Mordfälle aufklärte. In der späteren Krimiserie Ein gesegnetes Team, nach Motiven von Ralph McInerny, klärte er als katholischer Pfarrer und Hobbydetektiv Frank Dowling die Verbrechen schließlich selbst auf.
Darüber hinaus übernahm er zahlreiche Gastauftritte in Fernsehserien wie Bonanza, Love Boat und Perry Mason. Außerdem lieh er als Synchronsprecher in Zeichentrickproduktionen diversen Charakteren seine Stimme. Sein filmisches Schaffen umfasst annähernd 160 Film- und Fernsehproduktionen zwischen 1955 und seinem Todesjahr. Seinen letzten Auftritt hatte er 2010 im Film Plan B für die Liebe.
Am 19. Oktober 2010 starb Tom Bosley im Alter von 83 Jahren an den Folgen einer Staphylokokkeninfektion. Bosley war in erster Ehe von 1962 bis zu ihrem Tod 1978 mit der Tänzerin Jean Eliot verheiratet, mit der er eine Tochter namens Amy hatte. Zwei Jahre nach Eliots Tod heiratete er die Schauspielerin Patricia Carr, die drei Töchter in die Ehe mitbrachte.

## Filmografie (Auswahl)
- 1955: Alice in Wonderland (Fernsehfilm)
- 1963: Wagen 54, bitte melden (Car 54, Where Are You?, Fernsehserie, Folge 2x21)
- 1963: Gnadenlose Stadt (Naked City, Fernsehserie, Folge 4x33)
- 1963: Route 66 (Fernsehserie, 2 Folgen)
- 1963: Verliebt in einen Fremden (Love with the Proper Stranger)
- 1964: Henrys Liebesleben (The World of Henry Orient)
- 1965: Preston & Preston (The Defenders, Fernsehserie, Folge 4x29)
- 1965: Marty (Fernsehfilm)
- 1967: Scheidung auf amerikanisch (Divorce American Style)
- 1967: Bang Bang Kid
- 1968: Der Etappenheld (The Secret War of Harry Frigg)
- 1968: FBI (The F.B.I., Fernsehserie, Folge 3x17)
- 1968: Deine, meine, unsere (Yours, Mine and Ours)
- 1968: Mini-Max (Get Smart, Fernsehserie, Folge 4x11)
- 1968/1969: Bonanza (Fernsehserie, 2 Folgen)
- 1969: Die Leute von der Shiloh Ranch (The Virginian, Fernsehserie, Folge 7x17)
- 1969: Dr. med. Marcus Welby (Marcus Welby, M.D., Fernsehserie, Folge 1x00)
- 1969–1970: Debbie groß in Fahrt (The Debbie Reynolds Show, Fernsehserie, 20 Folgen)
- 1969, 1971: Night Gallery (Fernsehserie, 2 Folgen)
- 1970: Bill Cosby (The Bill Cosby Show, Fernsehserie, Folge 1x19)
- 1971: A Step Out of Line (Fernsehfilm)
- 1971: Verliebt in eine Hexe (Bewitched, Fernsehserie, Folge 7x26)
- 1971: Kobra, übernehmen Sie (Mission: Impossible, Fernsehserie, Folge 6x01)
- 1971: Vater wider Willen (Congratulations, It's a Boy!, Fernsehfilm)
- 1971–1972: The Dean Martin Show (Fernsehserie, 23 Folgen)
- 1972: The Sandy Duncan Show (Fernsehserie, 11 Folgen)
- 1972–1974: Wartet nur, bis Vater kommt (Wait Till Your Father Gets Home, Fernsehserie, 48 Folgen, Stimme)
- 1972–1976: Die Straßen von San Francisco (The Streets of San Francisco, Fernsehserie, 3 Folgen)
- 1973: McMillan & Wife (Fernsehserie, Folge 3x03)
- 1974: Du hast mir doch 'n Baby versprochen (Mixed Company)
- 1974–1984: Happy Days (Fernsehserie, 255 Folgen)
- 1975: Die Nacht, als die Marsmenschen Amerika angriffen (The Night That Panicked America, Fernsehfilm)
- 1979: Feuerfalle (The Triangle Factory Fire Scandal, Fernsehfilm)
- 1980: Boomer, der Streuner (Here's Boomer, Fernsehserie, Folge 1x02)
- 1982: Die unglaublichen Geschichten von Roald Dahl (Tales of the Unexpected, Fernsehserie, Folge 5x11)
- 1982: Spuk im Ehebett (O’Hara’s Wife)
- 1982–1987: Love Boat (The Love Boat, Fernsehserie, 5 Folgen)
- 1984: Jesse Owens – Idol und Legende (The Jesse Owens Story, Fernsehfilm)
- 1984–1988: Mord ist ihr Hobby (Murder, She Wrote, Fernsehserie, 19 Folgen)
- 1985–1986: David, der Kabauter (David el Gnomo, Fernsehserie, 3 Folgen)
- 1986: Perry Mason: Bezahlte Killer (Perry Mason: The Case of the Notorious Nun, Fernsehfilm)
- 1986/1987: Hotel (Fernsehserie, 2 Folgen)
- 1987: Die Vier-Millionen-Dollar-Jagd (Million Dollar Mystery)
- 1987: Fatales Geständnis (Fatal Confession: A Father Dowling Mystery, Fernsehfilm)
- 1988–1989: Mein Vater ist ein Außerirdischer (Out of This World, Fernsehserie, 2 Folgen)
- 1989: Tanz der Hexen (Wicked Stepmother)
- 1989: Blutiger Regen (Fire and Rain, Fernsehfilm)
- 1989–1991: Ein gesegnetes Team (Father Dowling Mysteries, Fernsehserie, 42 Folgen)
- 1996: Das Leben und Ich (Boy Meets World, Fernsehserie, Folge 3x19)
- 1996: Drew Carey Show (The Drew Carey Show, Fernsehserie, Folge 2x09)
- 1998: Little Bigfoot 2 (Little Bigfoot 2: The Journey Home)
- 1999: Allein gegen die Zukunft (Early Edition, Fernsehserie, Folge 3x14)
- 2000: Jack & Jill (Fernsehserie, Folge 1x17 Liebhaber und andere Fremde)
- 2000: Walker, Texas Ranger (Fernsehserie, 2 Folgen)
- 2000: Die Geschichte vom Teddy, den niemand wollte (The Tangerine Bear: Home in Time for Christmas!, Stimme)
- 2001: Emergency Room – Die Notaufnahme (ER, Fernsehserie, 2 Folgen)
- 2002: Ein Hauch von Himmel (Touched by an Angel, Fernsehserie, Folge 8x14)
- 2002: Eine Mami vom Weihnachtsmann (Mary Christmas, Fernsehfilm)
- 2002: Jason and the Heroes of Mount Olympus (Fernsehserie, 6 Folgen)
- 2005: Still Standing (Fernsehserie, Folge 3x20 Ein Teddy namens Smokey)
- 2005: Popstar – Aller Aufstieg ist schwer... (Popstar)
- 2005: One Tree Hill (Fernsehserie, Folge 3x07 Falsche Dates)
- 2005: Family Guy (Fernsehserie, Folge 4x18, Stimme)
- 2006: Die Orangenpflückerin (Hidden Places, Fernsehfilm)
- 2006: Die wilden Siebziger (That ’70s Show, Fernsehserie, Folge 8x17)
- 2006: Mothers and Daughters
- 2009: Santa Buddies – Auf der Suche nach Santa Pfote (Santa Buddies, Stimme)
- 2010: Plan B für die Liebe (The Back-up Plan)